# Samozatopienie

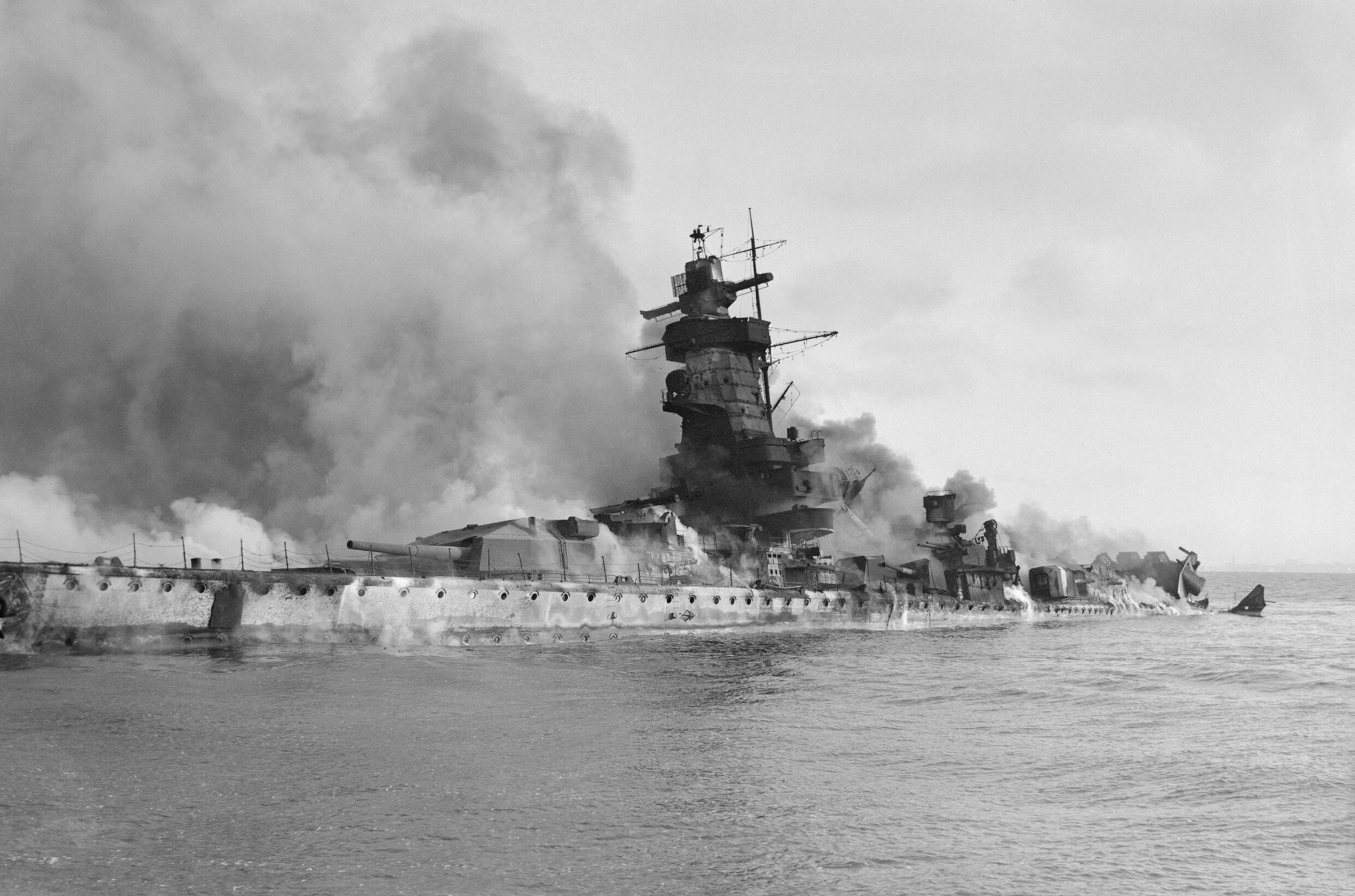
Samozatopienie "Admiral Graf Spee"

Samozatopienie – akt zniszczenia lub poważnego uszkodzenia jednostki pływającej przez własną załogę, polegający na umożliwieniu dostania się wody do wnętrza kadłuba.
Dokonuje się go przez otwarcie zaworów dennych lub wykonanie wyrwy w kadłubie, np. przy pomocy materiałów wybuchowych, ewentualnie także zniszczenie wyposażenia i mechanizmów lub podpalenie.

## Warunki pokojowe
Celem samozatopienia jest zakończenie służby jednostki wyeksploatowanej lub uszkodzonej w znacznym stopniu, której dotarcie do portu, remont lub zezłomowanie z różnych powodów jest niemożliwe lub nieopłacalne.
W niektórych wypadkach samozatopienie ma na celu wykorzystanie jednostki jako elementu infrastruktury (falochron, sztuczna rafa), atrakcji dla płetwonurków, może być metodą pozbywania się uciążliwych odpadów (chemicznych czy radioaktywnych).

## Warunki wojenne
W przypadku działań wojennych samozatopienie może być: formą honorowej kapitulacji w obliczu przeważających sił wroga, braku możliwości kontynuowania walki z powodu uszkodzeń czy wyczerpania amunicji, odcięcia od portów macierzystych, sojuszniczych, źródeł zaopatrzenia; uniemożliwieniem przejęcia statku lub okrętu przez przeciwnika; gestem protestu w przypadku pogwałcenia neutralności lub zasad wojny; przejawem buntu lub dezercji.
W przypadku działań przybrzeżnych samozatopienie było częstą formą blokowania toru wodnego czy portu w celu utrudnienia korzystania z niego przez nieprzyjaciela.

## Historyczne przykłady samozatopienia
- samozatopienie rosyjskiego krążownika "Wariag" pod Czemulpo (1904)
- samozatopienie floty niemieckiej w Scapa Flow (1919)
- samozatopienie Flotylli Rzecznej Marynarki Wojennej podczas kampanii wrześniowej (1939)
- samozatopienie pancernika kieszonkowego "Admiral Graf Spee" podczas bitwy u ujścia La Platy (1939)
- samozatopienie Włoskiej Flotylli Morza Czerwonego (1941)
- możliwe samozatopienie pancernika "Bismarck" (1941)
- samozatopienia lotniskowców podczas bitwy na Morzu Koralowym i bitwy pod Midway (1942)
- samozatopienie floty francuskiej w Tulonie (1942)
- samozatopienie duńskiej floty w Kopenhadze (1943)
- wykorzystanie zatopionych jednostek podczas lądowania w Normandii (1944)